# Авдеенко, Сергей Иванович
Сергей Иванович Авдеенко — украинский писатель, журналист и краевед.

## Биография
Сергей Иванович Авдеенко родился в Мелитополе 9 марта 1952 году. Член Союза журналистов СССР (1986), Украины (1992). Проживает в городе Мелитополе Запорожской области.

### Образование
- В 1971 году окончил Мелитопольский машиностроительный техникум.
- В 1983 году окончил Литературный институт им. М. Горького (Москва).

### Работа
После окончания машиностроительного техникума по направлению был направлен в город Аргун (тогда Чечено-Ингушская АССР). Работал токарем на заводе. Затем служба в армии (воинская специальность — оружейный мастер), возвращение в Мелитополь. Работал инженер-планировщиком, производственным и контрольным мастером на заводе, оператором котельной установки в теплосети и даже респираторщиком в пожарной части. В последние годы трудился корреспондентом, начальником отдела рекламы в местных газетах, занимался частным предпринимательством

## Публикации

### Журналы и сборники
- Первая публикация — рассказ «Медали» — состоялась в мае 1975 года. Считаю это началом своей литературной деятельности.
- Печатался в украинских журналах «Україна», «Радуга», «Прапор», «Донбасс», «Одноклассник», «Малятко», в российских — «Москва», «Студенческий меридиан», «Юный техник», «Дон», «Кругозор», «Костер», «Пионер», «Мурзилка» и других; в альманахах «Вітрила» (Київ: Молодь, 1986), «Хортиця» (Дніпропетровськ: Промінь, 1987); сборниках «Всем миром» (Москва: Молодая гвардия, 1987), «Тіні кімнати сміху» (Дніпропетровськ: Промінь, 1989), «Афганистан болит в моей душе…» (Москва: Молодая гвардия, 1990).

### Книги
На русском языке:
1. Последний атаман (Повести, очерки из истории Таврического края). — Мелитополь: Мелитопольская городская типография, 1995. — 68 с.
2. Медали. — Запорожье: РИП «Видавець», 1996. — 62 с. — ISBN 966-565-000-9.
3. Смерть сексота. — Запорожье: Дикое Поле, 2003. — 180 с. — ISBN 966-7037-91-6.
4. Память. Рассказы о знаменитых мелитопольцах. — Мелитополь: Издательство «Мелитополь», 2008. — 188 с.
5. Последний атаман. Тайна императора. — Запорожье: «Дніпровський металург», 2008. — 108 с. — ISBN 978-966-2962-66-6.
6. Ромкины журавли. — Запорожье: Дикое Поле, 2008. — 144 с. — ISBN 978-966-2994-32-2.
7. Голгофа архиепископа Сергия (аудиокнига). — Мелитополь: Студия «Русское радио», 2010.
8. Голгофа архиепископа Сергия. — Мелитополь: ИПЦ «Люкс», 2011. — 68 с. — ISBN 978-966-8428-71-5.
9. С крестом на море и на суше. — Мелитополь: ИПЦ «Люкс», 2011. — 108 с. — ISBN 978-966-8428-87-9.
10. Последний бой сталинского сокола. — Мелитополь: ИПЦ «Люкс», 2011. — 120 с. — ISBN 978-966-8428-58-6.
11. Любовь по объявлению. — Запорожье: Дикое поле, 2012. — 183 с. — ISBN 978-966-2994-76-6.
12. Претерпевшие за веру. — Мелитополь: ИПЦ «Люкс» / Харьков: «Тим Паблиш Груп», 2012. — 348 с. — ISBN 978-966-2741-01-8.
13. Александр Тышлер и Мелитополь (дополнительно диск с документальным фильмом «Художник и время»). — Мелитополь: МГТ, 2012. — 88 с. — ISBN 978-966-197-155-3.
14. Звонки. Избранное 1975-1991. — Мелитополь: МГТ, 2012. — 468 с. — ISBN 978-966-197-186-7.
15. С крестом на море и на суше (Издание второе, дополненное). — Мелитополь: ИПЦ «Люкс», 2013. — 124 с. — ISBN 978-966-8428-74-5.
16. Служили два товарища. — Мелитополь: ИПЦ «Люкс», 2013. — 228 с. — ISBN 978-966-8428-86-9.
17. Память. Рассказы о знаменитых мелитопольцах (Издание второе, дополненное). — Мелитополь: МГТ, 2014. — 288 с. — ISBN 978-966-197-292-5.
18. Крест и память. — Мелитополь: ИПЦ «Люкс», 2014. — 220 с. — ISBN 978-966-8428-96-8.
19. Александр Фесюк. Старик с душой юноши (дополнительно диск с юбилейным вечером и документальным фильмом). — Мелитополь: МГТ, 2014. — 64 с. — ISBN 978-966-197-313-7.
20. Александр Тышлер и Украина. — Мелитополь: МГТ, 2014. — 66 с. — ISBN 978-966-197-328-1.
21. Иларий Чубич. Человек эпохи Возрождения. — Мелитополь: МГТ, 2015. — 76 с. — ISBN 978-966-197-352-6.
22. Любкин клад. Избранное 1992-2012. — Мелитополь: МГТ, 2015. — 352 с. — ISBN 978-966-197-357-1.
23. Предсказание Иоанна Кронштадтского. — Мелитополь: ИПЦ «Люкс», 2015. — 167 с. — ISBN 978-617-7218-10-3.
24. Хрупкое счастье. Рассказы, миниатюры о любви. — Мелитополь: МГТ, 2015. — 195 с. — ISBN 978-966-197-391-5.
25. Момент истины. Жизнь и смерть Евгения Кушнарева. — Мелитополь: ИПЦ «Люкс», 2015. — 156 с. — ISBN 978-617-7218-06-6.
26. Виктор Алешин. Триумф и трагедия. — Мелитополь: МГТ, 2015. — 92 с. — ISBN 978-966-197-401-1.
27. Последний атаман. Тайна императора (Издание второе, дополненное). — Мелитополь: МГТ, 2016. — 138 с. — ISBN 978-966-197-407-3.
28. О тех, кого помню (Литературные портреты). — Мелитополь: МГТ, 2016. — 212 с. — ISBN 978-966-197-414-1.
29. Предсказание Иоанна Кронштадтского (Издание второе, дополненное). — Мелитополь: ИПЦ «Люкс», 2016. — 169 с. — ISBN 978-617-7218-10-3.
30. Елена и Борис Жуковы. Жизнь – искусству. — Мелитополь: МГТ, 2016. — 66 с. — ISBN 978-966-197-429-5.
31. Сергей Туренко. Жизнь в двадцать пять свечей. — Мелитополь: МГТ, 2016. — 106 с. — ISBN 978-966-197-441-7.
32. Сказки о королях. — Мелитополь: МГТ, 2016. — 60 с. — ISBN 978-966-197-453-0.
33. От всей души. — Мелитополь: ИПЦ «Люкс», 2016. — 128 с. — ISBN 978-617-7218-23-3.
34. Распятый собор. — Мелитополь: ИПЦ «Люкс», 2017. — 76 с. — ISBN 978-617-7218-26-4.
35. Три подвига Василия Петрова. — Мелитополь: МГТ, 2017. — 204 с. — ISBN 978-966-197-470-7.
36. Победа Виктора Толочко. — Мелитополь: МГТ, 2017. — 50 с. — ISBN 978-966-197-480-6.
37. Колокола памяти Святослава Футоровича. — Мелитополь: ИПЦ "Люкс", 2017. — 84 с. — ISBN 978-617-7218-34-9.
38. Сентябри Виктора Орлова (диск с записью телевизионного выступления поэта). — Мелитополь: МГТ, 2017. — 220 с. — ISBN 978-966-197-491-2.
39. Евгений Вишневский. Несостоявшееся интервью. — Мелитополь: МГТ, 2017. — 58 с. — ISBN 978-966-197-514-8.
40. Афган. Боль и память. — Мелитополь: МГТ, 2017. — 92 с. — ISBN 978-966-197-521-6.
41. Две судьбы. — Мелитополь: ИПЦ «Люкс», 2018. — 180 с. — ISBN 978-617-7218-42-4.
42. От веры не отрекся. — Мелитополь: ИПЦ «Люкс», 2018. — 202 с. — ISBN 978-617-7218-56-1.
43. Татьяна Иглинова. Дама без камелий (диск с записью телевизионного выступления поэта). — Мелитополь: МГТ, 2018. — 100 с. — ISBN 978-966-197-536-0.
44. Розовые розы. — Мелитополь: МГТ, 2018. — 122 с. — ISBN 978-966-197-564-3.
45. Философия Виктора Григорова. — Мелитополь: МГТ, 2018. — 44 с. — ISBN 978-966-197-592-6.
46. Михаил Рыбка. Моряк на суше. — Мелитополь: МГТ, 2018. — 129 с. — ISBN 978-966-197-596-4.
47. Михаил Колесник. Любовь к жизни. — Мелитополь: МГТ, 2018. — 48 с. — ISBN 978-966-197-624-4.
48. Виктор Харин. Уральский самородок. — Мелитополь: МГТ, 2019. — 138 с. — ISBN 978-966-197-619-0.
49. Изгнание из рая. — Мелитополь: МГТ, 2019. — 212 с. — ISBN 978-617-7218-67-7.
50. Красный молох. — Мелитополь: МГТ, 2019. — 274 с. — ISBN 978-966-197-632-9.
51. Женщина и аэроплан. — Мелитополь: МГТ, 2019. — 474 с. — ISBN 978-966-197-652-7.
52. Валерий Нестеров. В поисках истины. — Мелитополь: МГТ, 2019. — 34 с. — ISBN 978-966-197-674-9.
53. Искренняя песня Веры Кулешовой. — Мелитополь: МГТ, 2020. — 100 с. — ISBN 978-966-197-688-6.
54. Спасти человечество. — Мелитополь: МГТ, 2020. — 110 с. — ISBN 978-966-197-701-2.
55. Певец родного края. Леонид Шермейстер. — Мелитополь: МГТ, 2020. — 106 с. — ISBN 978-966-197-733-3.
56. Привет из Мелитополя. — Мелитополь: ИПЦ "Люкс", 2020. — 161 с. — ISBN 978-617-7218-97-4.
57. Паруса Александра Грушецкого. — Мелитополь: МГТ, 2021. — 240 с. — ISBN 978-966-197-762-3.
58. Владимир Резник. Прикосновение к душе. — Мелитополь: МГТ, 2021. — 124 с. — ISBN 978-966-197-791-3.
59. Безрукий воин. Повесть, сценарий. — Мелитополь: МГТ, 2021. — 314 с. — ISBN 978-966-197-821-7.
60. Война и кино Григория Чухрая. — Мелитополь: ИПЦ "Lux", 2021. — 124 с. — ISBN 978-617-7975-16-7.
61. Судьба поэта. — Мелитополь: МГТ, 2022. — 108 с. — ISBN 978-966-197-821-7.

На украинском языке:
1. Тисяча й одна смерть: український рахунок. — Запоріжжя: Дике Поле, 2006. — 632 с. — ISBN 966-8132-43-2.
2. Павло Ловецький: людина і письменник. — Мелітополь: ФОП Білетченко, 2010. — 108 с. УДК 821.161.2-3(G)

## Цитаты
- «Всем лучшим в себе я обязан книгам», — в свое время сказал Алексей Максимович Горький. И я вслед за ним могу повторить эти слова. В школьные годы они открывали для меня иные неизвестные миры, скрашивали серую будничную жизнь, позволяли на время забыть о том, кто ты есть, и ощутить себя совсем иным: смелым, сильным, удачливым".
- «В советские времена были проблемы с изданием. В Литературном институте я учился на семинаре драматургии. Я писал пьесы, но не мог их увидеть на сцене, потому что жил в провинциальном городе, где не было театра. Мне говорили, что надо переезжать в большой город, там мои пьесы могут поставить. Но я никуда не переехал, и эти пьесы, к сожалению, остались невостребованные. Зато стал писать прозу и довольно успешно».
- «Иногда меня спрашивают, как я отношусь к критике своих произведений? К мнению критиков, конечно, прислушиваюсь, стараюсь в их замечаниях найти рациональное зерно, пользу для себя. Однако приговор своим творениям выношу сам. И этот приговор часто бывает суровым».